# 広島証券取引所

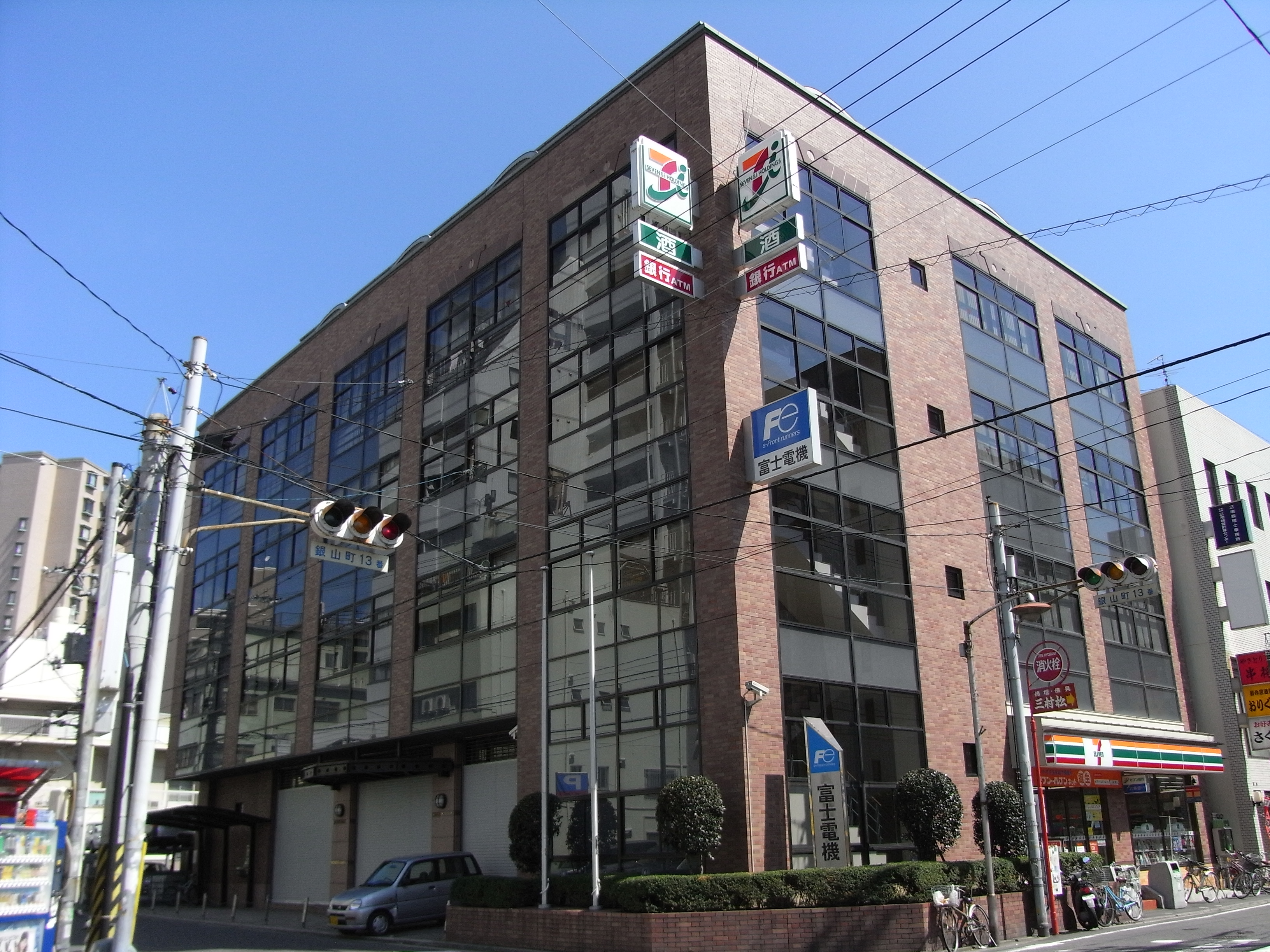
元広島証券取引所

広島証券取引所（ひろしましょうけんとりひきじょ）とは、2000年3月1日に廃止された証券取引所である。

## 概要
広島県広島市中区銀山町14番18号にあった。
元々地方の小規模な証券取引所であったが、1967年の神戸証券取引所の解散以降、3回もしくは4回広証を無くす話が出ていた。元々取扱高50%から60%を占めていた廣島証券が、東証会員証を持つ高井証券との合併（のちの東洋証券）と東証へ取扱を移行、取引の電子化による東京証券取引所（東証）への取引の一極集中のあおりを受け売買高は激減した。このため、単独での生き残りを断念し、2000年3月1日東証に吸収される形で廃止された。廃止された2002年時点での広証のシェアは、0.02%だった。
廃止時に単独上場していた企業は東証の規定により市場第二部（東証二部）に引き継がれた。
1990年代に建てられた建物は、現在富士電機ビルになっている。

## 旧上場会社

### 単独上場
- 極東工業 （証券コード:1740）、株式移転によりビーアールホールディングスの完全子会社となり上場廃止
- 光和建設 （証券コード:1746）、広島建設工業と合併し上場廃止
- 広島建設工業 （証券コード:1987）、ソルコムに社名変更後、2018年12月26日にミライト・ホールディングス（証券コード:1417）との株式交換により上場廃止
- アヲハタ （証券コード:2830）
- マナック （証券コード:4364）
- 西川ゴム工業 （証券コード:5161）
- 石井表記 （証券コード:6336）
- 成和産業 （証券コード:7411）、2005年9月27日にアルフレッサ ホールディングスとの株式交換により上場廃止
- パオ （証券コード:7474）、ジー・ネットワークスに社名変更後、2013年7月29日にジー・テイスト（証券コード:2694）との合併により上場廃止
- アスティ （証券コード:8008）、エフ・ディ・シィ・プロダクツと経営統合し、F&Aアクアホールディングス→ヨンドシーホールディングスに社名変更
- せとうち銀行 （証券コード:8549）、現在のもみじ銀行
- 広島電鉄 （証券コード:9033）
- 広島ガス （証券コード:9535）
- サンデーサン （証券コード:9899）、ジョリーパスタに社名変更後、2019年7月30日にゼンショーホールディングス（証券コード:7550）との株式交換により上場廃止

### 重複上場
- 福留ハム （証券コード:2291）
- ユタカフーズ （証券コード:2806）
- あじかん （証券コード:2907）
- 自重堂 （証券コード:3597）
- 戸田工業 （証券コード:4100）
- 中国塗料（証券コード:4617）
- ヤスハラケミカル （証券コード:4957）
- 広島硝子工業 （証券コード:5207）、1989年3月31日に山村硝子（現在の日本山村硝子）との合併により上場廃止
- 大和重工 （証券コード:5610）
- 油谷重工 （証券コード:6307）、現在のコベルコ建機
- 新ダイワ工業 （証券コード:6320）、共立との持株会社やまびこを設立
- 日本セラミック （証券コード:6929）
- 内海造船 （証券コード:7018）
- 住建産業 （証券コード:7898）、現在のウッドワン
- エフピコ （証券コード:7947）
- 丸久 （証券コード:8167）、マルミヤストアと経営統合し、リテールパートナーズに社名変更
- デオデオ（証券コード:8199）、エイデンとの持株会社エディオンを設立
- トマト銀行 （証券コード:8542）
- ライフ （証券コード:8587）
- だいこう証券ビジネス （証券コード:8692）
- 積和不動産中国 （証券コード:8873）
- 西日本旅客鉄道 （証券コード:9021）
- 岡山県貨物運送 （証券コード:9063）
- ジュンテンドー （証券コード:9835）
- 天満屋ストア （証券コード:9846）